# Sveriges Konstföreningar
Sveriges Konstföreningar bildades 1973 för att tillvarata konstföreningarnas intressen i kulturlivet. Förbundet hette fram till 2001 Sveriges Konstföreningars Riksförbund (SKR).

## Organisation
Förbundet är uppdelat i 24 regionala distrikt, och består i runda tal av 800 medlemsföreningar. Runt 350 av medlemsföreningarna är allmänna medan resterande återfinns på arbetsplatser. Tillsammans omfattar alla anslutna konstföreningarna runt 300 000 personer. 

## Syfte
Konstbildning är en av huvuduppgifterna. Förbundet har som ändamål att arbeta för att kunskapen om konst och konstens betydelse ska öka i landet. Förbundet fortbildar konstföreningsledare, producerar utställningar och utbildningsmaterial, ger stöd och hjälp i det dagliga föreningslivet och verkar kulturpolitiskt på riksnivå för att konstföreningarna ska få bättre förutsättningar för sin verksamhet.